# 6711 Holliman
6711 Holliman eller 1989 HG är en asteroid i huvudbältet som upptäcktes 30 april 1989 av den amerikanske astronomen Eleanor F. Helin vid Palomar-observatoriet. Den är uppkallad efter amerikanske journalisten John Holliman.
Asteroiden har en diameter på ungefär 5 kilometer.